# Giaraponny
Giaraponnyn, även kallad Giaras ponny, är en halvvild hästras av ponnytyp som finns på ön Sardinien, Italien. Ponnyn är ganska ovanlig men finns i ca 400 exemplar på Sardinien och runt 300 inne på Italiens fastland och är på så sätt inte utrotningshotad. Storleken hos dessa ponnyer kan variera så mycket att de minsta kan vara runt 110 cm i mankhöjd medan de största kan komma upp över ponnyhöjden och vara runt 150 cm. Då det inte finns någon speciell användning för rasen så föds den inte upp privat, förutom till köttproduktion och vissa entusiaster som försöker förbättra ponnyerna och använder dem som ridponnyer. De vilda ponnyerna lever främst på en basaltplatå kallad Giara Di Gesturi, vilket gett rasen dess namn. 

## Historia
Exakt hur ponnyerna kommit dit vet man inte, men man tror att Giaraponnyn är en stam av hästar som utvecklats från flockar av den sardinska ponnyn som även den lever vilt på ön. Giaraponnyerna utmärker sig dock genom sitt ädlare utseende vilket gett teorier om att Giaraponnyerna har utvecklats genom inblandning av ädlare hästar som tagits med till ön. Gamla napolitanare och hästar från Italiens fastland anses ha korsats i ponnyerna, antingen genom bönder som fångat in vildponnyer och avlat på för att sedan släppa lösa eller om hästar helt enkelt rymt och simmat över till ön. Vissa av de vilda Giaraponnyerna visar även tecken på att innehålla Andalusier och Berberhästblod. 
Giaraponnyn användes och fanns i större antal över hela Sardinien fram till medeltiden då de byttes ut mot bättre hästar. När jordbruken även började mekaniseras under mitten av 1900-talet fanns ingen användning kvar för Giaraponnyn och den började istället att släppas helt fri, eller slaktades för sitt kött. I Italien gjordes då inga större ansträngningar för att bevara ponnyn då de inte fyller någon speciell funktion men uppfödare avlar ponnyerna till kött än idag och även som ridponnyer. 
Under slutet av 1900-talet började man dock att försöka rädda ponnyn som då var kraftigt hotad. Det gjordes ett försök att sprida flockarna för att undvika inavel. Några ponnyer flyttades till andra regioner på Sardinien, bland annat Monte Arci-parken, Foresta Burgos och nationalparken Capo Caccia i Alghero. Detta skulle dock visa sig vara ett misstag då många av de karaktärsdrag som utmärkte Giaraponnyn försvann, troligtvis eftersom de hingstar som släpptes ut hade utavlats tidigare med andra raser. Under 1970-talet påbörjades därför en kampanj för att regeringen skulle bevara och skydda de ponnyer som hade de gamla karaktärsdragen. Man särade på de olika typerna efter noggranna kontroller. 1990 fick även rasen en egen stambok för att man skulle kunna hålla kontroll på aveln och undvika inavel. 
Under början av 2000-talet påbörjades även utavel med Giaraponnyer på italienska regeringens egen hingstdepå, "Instituto de Incrimento Ippico della Sardegna" i staden Ozieri. På depån korsar man nu Giaraponnyerna med arabiska fullblod, små Angloaraber och tyska ridponnyer för att skapa en ny ras som kallas Giarab. Giaraben är mycket mer atletisk och används som rid- och tävlingsponny för yngre ryttare. 
Giaraponnyn har däremot gått tillbaka till de traditioner som användes för flera hundra år sedan. Då samlade man upp ponnyerna under sommaren och använde dem i jordbruket för att sedan släppa dem lösa igen. Idag går flockarna halvvilda och varje sommar samlar man ihop dem och tar dem ner från platån. Men numera gör man det i syfte att rädda ponnyn. I slutet av augusti är betet magert på platån och fölen ska märkas och rastypas. Varje ponny får 3 märken: ett G som certifierar att ponnyerna är från Giaras platå, sin ägares märke och ett märke som visar varifrån de härstammade innan de kom till Giara. Sedan 1996 ägs de flesta av ponnyerna på Giara av Comunita Montana som köpt upp ponnyerna från familjer som bor i närheten av platån. Runt 200 av hästarna ägs av Comunita Montana. 
Själva brännmärkningen är en tradition i området som går tillbaka flera hundra år. Oftast startas den med en kapplöpning som kallas "insocadores". Jockeyerna är ryttarna som samlar ihop hästflockarna. Utöver de 3 brännmärkena kan även hästar som bedömts helt renrasiga av en expertkommitté brännmärkas med ett R, och tas bort från platån för att användas i avel. I september släpper man åter igen lös ponnyerna på platån.

## Egenskaper
De små ganska primitiva ponnyerna är en av de få hästraser i världen med sådan variation i utseendet. Mankhöjden kan variera mellan blott 110 cm och ända upp till 150 cm. Dock är genomsnittet av ponnyerna runt 125-135 cm. Utseende och exteriör kan variera väldigt mycket men många av ponnyerna ser inte lika primitiva ut i jämförelse med andra vilda hästar. 
På Sardinien föds inte hästarna upp i avel utan de lever vilt, eller halvvilt på ön och lever av gräs och buskage. De få uppfödare som avlar rasen satsar mest på köttproduktion. Några få ponnyer används även som ridponnyer för barn men är då ofta utsatta för utavel med större och ädlare raser. 